# NHK 뉴스 오하이요 후쿠시마
NHK 뉴스 오하이요 후쿠시마(NHK ニュース おはよう福島)은 NHK 후쿠시마 방송국에서 방송되고 있는 아침 로컬뉴스 프로그램이다.

## 방송 시간
- 월 ~ 금 오전 6시 55분 ~ 7시(5분), 7시 45분 ~ 8시(15분)